# Платунов, Сергей Дмитриевич
Сергей Дмитриевич Платунов (укр. Сергій Дмитрович Платунов; род. 9 августа 1991, Лысьва, Пермская область) — украинский футболист, полузащитник

## Игровая карьера
Родился в городе Лысьва Пермской области, а в Одессу переехал с родителями, когда исполнился год. Воспитанник ДЮСШ-6. Первые тренеры — Александр Георгиевич Владимиров и Георгий Евгеньевич Соломко.
В ДЮФЛ Украины выступал с сезона 2004/05 по 2007/08. Провёл 39 матчей и забил 12 мячей.
В профессиональном футболе дебютировал в овидиопольском «Днестре» в 2009 году — минуя вторую лигу, сразу оказался в первой.
После расформирования команды мастеров ФК «Одесса» перебрался в днепродзержинскую «Сталь», в составе которой в сезоне-2013/14 стал серебряным призёром второй лиги, а в сезоне-2014/15 — серебряным призёром первой, совершив таким образом два подряд повышения в классе. Правда, сыграть в Премьер-лиге не удалось: сразу по окончании сезона покинул «Сталь».
Весной 2016 года перешёл в «Балканы», которым помог второй раз подряд стать чемпионами Украины среди любителей и дебютировать в профессиональном футболе. В «Балканах» переквалифицировался из игрока обороны в игрока атакующего плана.

## Достижения
- Серебряный призёр первой лиги Украины: 2014/15.
- Серебряный призёр второй лиги Украины: 2013/14.
- Чемпион Украины среди любителей: 2016.